# Guanto di paraffina
Il guanto di paraffina era un procedimento scientifico che serviva a verificare la presenza dei residui di uno sparo da arma da fuoco e quindi dimostrare se un indiziato avesse utilizzato un'arma da fuoco di recente. Il metodo d'indagine, nato nel 1914, è stato abbandonato perché non garantiva la certezza dei risultati ed è stato sostituito da altri metodi come la prova dello stub.

## Basi scientifiche
La tecnica si basava sul rilevamento di diverse componenti dell'innesco e delle polveri di lancio dei proiettili di arma da fuoco (solfuro di antimonio, nitrato di bario, stifnato di piombo, nitrocellulosa, ecc.) che si vaporizzano all'atto dello sparo, risolidificano rapidamente e si depositano sulle mani (specie sulle prime due dita della mano che impugna l'arma), sul viso e sugli abiti della persona che ha sparato, sotto forma di particelle microscopiche. Queste possono essere rilevate chimicamente anche dopo alcuni giorni.

## Modalità operative
Versata sulle mani del sospettato, la paraffina forma un sottile strato che cattura le tracce chimiche dell'esplosione; una volta raffreddata e solidificata, viene rimossa proprio come un guanto e si possono effettuare sulla sua superficie le analisi chimiche e colorimetriche delle eventuali tracce residuali di combustione da scoppio, messe in risalto da una caratteristica colorazione blu di intensità variabile.
Le soluzioni chimiche (difenilammina solforica o la soluzione di Griess) che reagiscono con i residui di combustione da sparo sono corrosive e non possono essere utilizzate direttamente sulla pelle, perciò si adoperava la paraffina liquefatta, a bassa temperatura di fusione.

## Tecniche alternative
L'inconveniente principale, che ha portato gradualmente all'abbandono di tale tecnica, risiede nel fatto che i reagenti utilizzati nella prova si comportano allo stesso modo con una molteplicità di altre sostanze (fertilizzanti, saponi, solventi, ecc.), offrendo un troppo elevato rischio di rilevare un "falso positivo" e quindi di portare all'incriminazione per delitti gravissimi anche persone che fossero venute in contatto con una di queste sostanze per ragioni diverse da quelle delittuose.
A causa di tali inconvenienti, questo metodo è stato soppiantato da una tecnica più specifica per la raccolta dei residui, denominata stub (tampone), che consiste in un particolare tampone (o in alternativa delle strisce adesive fissate a un supporto metallico) che viene passato sulle mani e sugli abiti del sospettato. Le particelle sensibili sopra descritte ed eventualmente raccolte in questo modo vengono poi individuate in laboratori specializzati con l'ausilio di microscopi elettronici (associati a microspettrofotometri), o mediante attivazione neutronica ed altre metodiche.